# Gustav Wikheim
Gustav Wikheim est un footballeur norvégien, né le 10 mars 1993 à Drammen, qui joue au poste d'ailier gauche.

## Biographie

### En club
Le 26 janvier 2022, Wikheim s'engage avec le Djurgårdens IF.

## Palmarès
| Strømsgodset IF - Championnat de Norvège (1) : - Champion : 2013. |  | FC Midtjylland - Championnat du Danemark (2) : - Champion : 2017-18 et 2019-20. - Coupe du Danemark (1) : - Vainqueur : 2018-19. |